# ユニバーシアードフィギュアスケート競技
ユニバーシアードフィギュアスケート競技（英語: Winter Universiade）は、国際大学スポーツ連盟が主催する総合競技大会ユニバーシアード競技大会における冬季大会フィギュアスケート競技。2023年開催時より、大会名称が冬季ワールドユニバーシティゲームズ（英語: the Winter World University Games）に変更された。

## 概要
1960年の第1回冬季ユニバーシアードシャモニー大会より正式種目として男女シングル、ペアが実施され、1964年の第3回スピンドリルフムリン大会よりアイスダンスが加わる。1970年代に一時実施競技から外れたが、1983年の第11回ソフィア大会より男女シングル、ペア、アイスダンスの4種目が行われた。2007年の第23回トリノ大会よりシンクロナイズドスケーティングが加わる。2007年の第23回トリノ大会より新採点方式(ISUジャッジングシステム)を導入し、現在に至る。

## 歴代メダリスト

### 男子シングル
| 年   | 開催地               | 金                                    | 銀                                    | 銅                                    |
| ---- | -------------------- | ------------------------------------- | ------------------------------------- | ------------------------------------- |
| 1960 | シャモニー           | アラン・カルマ                        | 佐藤信夫                              | ハインリヒ・ポドハイスキー            |
| 1962 | ビラール             | 非実施                                | 非実施                                | 非実施                                |
| 1964 | スピンドリルフムリン | カロル・ディビン                      | 佐藤信夫                              | ワレリー・メシュコフ                  |
| 1966 | セストリエーレ       | 佐藤信夫                              | セルゲイ・チェトベルヒン              | フィリップ・ペリシエール              |
| 1968 | インスブルック       | セルゲイ・チェトベルヒン              | マリアン・フィルツ                    | ギュンター・アンダール                |
| 1970 | ロバニエミ           | オンドレイ・ネペラ                    | セルゲイ・チェトベルヒン              | セルゲイ・ボルコフ                    |
| 1972 | レークプラシッド     | 非実施                                | 非実施                                | 非実施                                |
| 1975 | リヴィーニョ         | 非実施                                | 非実施                                | 非実施                                |
| 1978 | スピンドリルフムリン | 非実施                                | 非実施                                | 非実施                                |
| 1981 | ハカ                 | コンスタンチン・ココラ                | 染矢慎二                              | オレグ・ワシリエフ                    |
| 1983 | ソフィア             | 無良隆志                              | ヴィタリー・エゴロフ                  | Grzegorz Glowania                     |
| 1985 | ベルノ               | 張樹斌                                | ロバート・ローゼンブルース            | デヴィッド・ジェイミソン              |
| 1987 | ストラプスケプレソ   | ペトル・バルナ                        | ヴィタリー・エゴロフ                  | ポール・ワイリー                      |
| 1989 | ソフィア             | 加納誠                                | ジェームス・サイガン                  | ウラジミール・ペトレンコ              |
| 1991 | 札幌                 | マイケル・チャック                    | チョン・ソンイル                      | オレグ・タタウロフ                    |
| 1993 | ザコパネ             | アンソニー・リュウ                    | デイモン・アレン                      | 鍵山正和                              |
| 1995 | ハカ                 | マイケル・ワイス                      | デイモン・アレン                      | 張民                                  |
| 1997 | 全州                 | ルスラン・ノボセルツェフ              | コルネル・ゲオルゲ                    | アレクサンドル・アブト                |
| 1999 | ポプラド             | 李運飛                                | アレクセイ・ワシレフスキー            | 李侠                                  |
| 2001 | ザコパネ             | ロマン・セロフ                        | 胡曉鴎                                | 岡崎真                                |
| 2003 | タルヴィージオ       | アレクセイ・ワシレフスキー            | アントン・スミルノフ                  | 中庭健介                              |
| 2005 | インスブルック       | 髙橋大輔                              | 宋倫                                  | 胡曉鴎                                |
| 2007 | トリノ               | 髙橋大輔                              | 織田信成                              | 徐銘                                  |
| 2009 | ハルビン             | 徐銘                                  | アルチョム・ボロドゥリン              | アルバン・プレオベール                |
| 2011 | エルズルム           | 織田信成                              | セルゲイ・ボロノフ                    | 村上大介                              |
| 2013 | トレンティーノ       | 宋楠                                  | ゴルジェイ・ゴルシュコフ              | 佐々木彰生                            |
| 2015 | グラナダ             | ペーター・リーベルス                  | 小塚崇彦                              | アルトゥール・ガチンスキー            |
| 2017 | アルマトイ           | デニス・テン                          | 田中刑事                              | アレクサンデル・マヨロフ              |
| 2019 | クラスノヤルスク     | マッテオ・リッツォ                    | マキシム・コフトゥン                  | モリス・クヴィテラシヴィリ            |
| 2021 | ルツェルン           | COVID-19 パンデミックによりキャンセル | COVID-19 パンデミックによりキャンセル | COVID-19 パンデミックによりキャンセル |
| 2023 | レークプラシッド     | 山本草太                              | 壷井達也                              | ニコライ・メモラ                      |
| 2025 | トリノ               | 鍵山優真                              | ダニエル・グラスル                    | チャ・ジュンファン                    |

### 女子シングル
| 年   | 開催地               | 金                                    | 銀                                    | 銅                                    |
| ---- | -------------------- | ------------------------------------- | ------------------------------------- | ------------------------------------- |
| 1960 | シャモニー           | イトカ・フラバーチコバ                | Eva Grozajova                         | Helga Zollner                         |
| 1962 | ビラール             | 上野純子                              | イトカ・フラバーチコバ                | Helga Zollner                         |
| 1964 | スピンドリルフムリン | 福原美和                              | 上野純子                              | ヘリー・ゼングシュミット              |
| 1966 | セストリエーレ       | 福原美和                              | 大川久美子                            | Alena Augustova                       |
| 1968 | インスブルック       | 大川久美子                            | ヘリー・ゼングシュミット              | 山下一美                              |
| 1970 | ロバニエミ           | 非実施                                | 非実施                                | 非実施                                |
| 1972 | レークプラシッド     | 非実施                                | 非実施                                | 非実施                                |
| 1975 | リヴィーニョ         | 非実施                                | 非実施                                | 非実施                                |
| 1978 | スピンドリルフムリン | 非実施                                | 非実施                                | 非実施                                |
| 1981 | ハカ                 | ナタリア・ストレルコワ                | スヴェトラーナ・フランツゾワ          | ロリック・ベントン                    |
| 1983 | ソフィア             | ナタリア・オフシアンニコワ            | ナタリア・レベデワ                    | Hana Vesela                           |
| 1985 | ベルノ               | 小沢樹里                              | デヴィー・ウォールズ                  | デボラ・タッカー                      |
| 1987 | ストラプスケプレソ   | ラリサ・ザモティーナ                  | ステファニー・シュミット              | イボンヌ・ゴメス                      |
| 1989 | ソフィア             | マリナ・キールマン                    | ラリサ・ザモティーナ                  | ナンシー・ケリガン                    |
| 1991 | 札幌                 | トニア・クワイトコウスキー            | 伊奈恭子                              | Bo Zhang                              |
| 1993 | ザコパネ             | 八木沼純子                            | 伊奈恭子                              | Bo Zhang                              |
| 1995 | ハカ                 | トニア・クワイトコウスキー            | マリア・ブッテルスカヤ                | 小岩井久美子                          |
| 1997 | 全州                 | 小岩井久美子                          | 井上怜奈                              | Niping Tian                           |
| 1999 | ポプラド             | エレーナ・ソコロワ                    | イリーナ・スルツカヤ                  | ダリア・ティモシェンコ                |
| 2001 | ザコパネ             | イリーナ・トカチュク                  | サビーナ・ヴォイタラ                  | シルビア・フォンタナ                  |
| 2003 | タルヴィージオ       | 荒川静香                              | アンジェラ・リエン                    | レスリー・ホーカー                    |
| 2005 | インスブルック       | 恩田美栄                              | ガリーナ・マニアチェンコ              | 劉艶                                  |
| 2007 | トリノ               | 鈴木明子                              | ヴァレンティーナ・マルケイ            | 方丹                                  |
| 2009 | ハルビン             | 中野友加里                            | 武田奈也                              | キーラ・コルピ                        |
| 2011 | エルズルム           | キャンディス・ディディエ              | ソニア・ラフエンテ                    | 國分紫苑                              |
| 2013 | トレンティーノ       | ソフィヤ・ビリュコワ                  | ヴァレンティーナ・マルケイ            | ソフィヤ・ミーシナ                    |
| 2015 | グラナダ             | アリョーナ・レオノワ                  | マエ＝ベレニス・メイテ                | マリア・アルテミエワ                  |
| 2017 | アルマトイ           | エレーナ・ラジオノワ                  | 新田谷凜                              | 磯邉ひな乃                            |
| 2019 | クラスノヤルスク     | 三原舞依                              | エリザヴェート・トゥルシンバエワ      | スタニスラワ・コンスタンチノワ        |
| 2021 | ルツェルン           | COVID-19 パンデミックによりキャンセル | COVID-19 パンデミックによりキャンセル | COVID-19 パンデミックによりキャンセル |
| 2023 | レークプラシッド     | 三原舞依                              | 坂本花織                              | キム・イェリム                        |
| 2025 | トリノ               | 住吉りをん                            | 千葉百音                              | ソフィア・サモデルキナ                |

### ペア
| 年   | 開催地               | 金                                                        | 銀                                                    | 銅                                                      |
| ---- | -------------------- | --------------------------------------------------------- | ----------------------------------------------------- | ------------------------------------------------------- |
| 1966 | セストリエーレ       | タチアナ・タラソワ and ゲオルギ・プロスクリン             | Agnesa Vlachovska and Peter Bartosiewicz              | タマラ・モスクビナ and アレクセイ・ミーシン             |
| 1968 | インスブルック       | Bohunka Sramkova and Jan Sramek                           | Tatiana Scaranova and Anatoli Evdokimov               | Lyudmila Suslina and Aleksandr Tikhomirov               |
| 1970 | ロバニエミ           | リュドミラ・スミルノワ and アンドレイ・スライキン         | ガリーナ・カレリナ and ゲオルギ・プロスクリン         | Eveline Scharf and Wilhelm Bietak                       |
| 1972 | レークプラシッド     | 非実施                                                    | 非実施                                                | 非実施                                                  |
| 1975 | リヴィーニョ         | 非実施                                                    | 非実施                                                | 非実施                                                  |
| 1978 | スピンドリルフムリン | 非実施                                                    | 非実施                                                | 非実施                                                  |
| 1981 | ハカ                 | 非実施                                                    | 非実施                                                | 非実施                                                  |
| 1983 | ソフィア             | Nelly Chervotkina and Viktor Teslya                       | Anna Malgina and Sergei Korovin                       | 欒波 and 姚濱                                           |
| 1985 | ベルノ               | Sandy Hurtubise and Craig Maurizi                         | ユリア・ビストロワ and アレクサンドル・タラソフ       | スヴェトラーナ・フランツゾワ and オレグ・ゴルシュコフ   |
| 1987 | ストラプスケプレソ   | エレーナ・クビチェンコ and ラシード・カディルカエフ       | エレーナ・ベチケ and ヴァレリー・コルニエンコ         | カーラ・アーバンスキー and マイケル・ブリチャースキー   |
| 1989 | ソフィア             | ナタリヤ・ミシュクテノク and アルトゥール・ドミトリエフ   | Sharon Carz and Douglas Williams                      | マリナ・エルツォワ and セルゲイ・ザイツェフ             |
| 1991 | 札幌                 | マリナ・エルツォワ and アンドレイ・ブシュコフ             | エフゲーニヤ・チェルニシェワ and ドミトリー・スハノフ | ドーン・ゴールドスタイン and トロイ・ゴールドスタイン   |
| 1993 | ザコパネ             | Dawn Piepenbrink and Nick Castaneda                       | Svetlana Titkova and Oleg Mahutov                     | ドーン・ゴールドスタイン and トロイ・ゴールドスタイン   |
| 1995 | ハカ                 | マリナ・ハルトゥリナ and アンドレイ・クルコフ             | ドロタ・ザゴルスカ and マリウス・シュデク             | Aimee Offner and Douglas Cox                            |
| 1997 | 全州                 | 申雪 and 趙宏博                                           | マリア・ペトロワ and テイムラズ・プーリン             | オルガ・セムキナ and アンドレイ・チュヴィラエフ         |
| 1999 | ポプラド             | ヴィクトリア・マキシウタ and ウラジスラフ・ゾフニルスキー | 龐清 and 佟健                                         | ヴィクトリア・シリアホワ and グリゴリー・ペトロフスキー |
| 2001 | ザコパネ             | ヴィクトリア・ボルゼンコワ and アンドレイ・チュヴィラエフ | アレーナ・マルツェワ and オレグ・ポポフ               | ヴィクトリア・シリアホワ and グリゴリー・ペトロフスキー |
| 2003 | タルヴィージオ       | ヴィクトリア・ボルゼンコワ and アンドレイ・チュヴィラエフ | マリア・ムホルトワ and パーヴェル・レベデフ           |                                                         |
| 2005 | インスブルック       | 張丹 and 張昊                                             | タチアナ・ボロソジャル and スタニスラフ・モロゾフ     | マリア・ムホルトワ and マキシム・トランコフ             |
| 2007 | トリノ               | 張丹 and 張昊                                             | タチアナ・ボロソジャル and スタニスラフ・モロゾフ     | アリーナ・ウシャコワ and セルゲイ・カレフ               |
| 2009 | ハルビン             | 張丹 and 張昊                                             | クセニヤ・オゼロワ and アレクサンドル・エンベルト     | 董慧博 and 仵一鳴                                       |
| 2011 | エルズルム           | リュボーフィ・イリュシェチキナ and ノダリー・マイスラーゼ | 董慧博 and 仵一鳴                                     | 張悦 and 王磊                                           |
| 2013 | トレンティーノ       | クセニヤ・ストルボワ and ヒョードル・クリモフ             | エフゲーニヤ・タラソワ and ウラジミール・モロゾフ     | ニコーレ・デラ・モニカ and マッテオ・グアリーゼ         |
| 2015 | グラナダ             | 于小雨 and 金揚                                           | クリスティーナ・アスタホワ and アレクセイ・ロゴノフ   | ヴァネッサ・ジェームス and モルガン・シプレ             |
| 2017 | アルマトイ           | 非実施                                                    | 非実施                                                | 非実施                                                  |
| 2019 | クラスノヤルスク     | アリサ・エフィモワ and アレクサンドル・コロヴィン         | アナスタシヤ・ポルヤノワ and ドミトリー・ソポト       | アレクサンドラ・コシェワヤ and ドミトリー・ブシュラノフ |
| 2021 | ルツェルン           | COVID-19 パンデミックによりキャンセル                     | COVID-19 パンデミックによりキャンセル                 | COVID-19 パンデミックによりキャンセル                   |
| 2023 | レークプラシッド     | 非実施                                                    | 非実施                                                | 非実施                                                  |
| 2025 | トリノ               | 非実施                                                    | 非実施                                                | 非実施                                                  |

### アイスダンス
| 年   | 開催地               | 金                                                  | 銀                                                      | 銅                                                      |
| ---- | -------------------- | --------------------------------------------------- | ------------------------------------------------------- | ------------------------------------------------------- |
| 1964 | スピンドリルフムリン | Pal Vasarhelyi and Gyorgy Korda                     | Jutta Peters and Wolfgang Kunz                          | Spatenkova and Michael Jiranek                          |
| 1966 | セストリエーレ       | Edith Mato and Karoly Csanadi                       | Christe Trebesiner and Herbert Rothkappel               | Spatenkova and Michael Jiranek                          |
| 1968 | インスブルック       | Heidi Metzger and Herbert Rothkappl                 | Diana Skotnicka and Martin Skotnicky                    |                                                         |
| 1970 | ロバニエミ           | Diana Skotnicka and Martin Skotnicky                | Svetlana Bakina and Boris Rublev                        |                                                         |
| 1972 | レークプラシッド     | 非実施                                              | 非実施                                                  | 非実施                                                  |
| 1975 | リヴィーニョ         | 非実施                                              | 非実施                                                  | 非実施                                                  |
| 1978 | スピンドリルフムリン | 非実施                                              | 非実施                                                  | 非実施                                                  |
| 1981 | ハカ                 | エレーナ・ガラニナ and イゴール・ザボジン           | ナタリア・カラミシェワ and ロスチスラフ・シニチン       | Jindra Hola and Karol Foltan                            |
| 1983 | ソフィア             | ナタリア・アンネンコ and ゲンリフ・スレテンスキー   | Jindra Hola and Karol Foltan                            | Isabella Micheli and Robert Pelizzola                   |
| 1985 | ベルノ               | マイア・ウソワ and アレクサンドル・ズーリン         | Jindra Hola and Karol Foltan                            | カトリン・ベック and クリストフ・ベック                 |
| 1987 | ストラプスケプレソ   | カトリン・ベック and クリストフ・ベック             | マイア・ウソワ and アレクサンドル・ズーリン             | スヴェトラーナ・リアピナ and ゴーシャ・サー             |
| 1989 | ソフィア             | スヴェトラーナ・リアピナ and ゴーシャ・サー         | イローナ・メルニチェンコ and ゲンナジー・カスコフ       | Tracy Sniadach and Leif Erickson                        |
| 1991 | 札幌                 | イローナ・メルニチェンコ and ゲンナジー・カスコフ   | イリーナ・ロマノワ and イゴール・ヤロシェンコ           | Ivana Strondalova and Milan Brzy                        |
| 1993 | ザコパネ             | Katerina Mrazova and Martin Simecek                 | マルガリータ・ドロビアツコ and ポヴィラス・ヴァナガス   | Wendy Millette and Jason Tebo                           |
| 1995 | ハカ                 | イリーナ・ロバチェワ and イリヤ・アベルブフ         | Katerina Mrazova and Martin Simecek                     | エリザベータ・ステコルニコワ and ドミトリー・カザルリガ |
| 1997 | 全州                 | オルガ・シャルテンコ and ドミトリー・ナウムキン     | ニーナ・ウラノワ and ミハイル・スチフーニン             | 木下亜希子 and 守脇洋介                                 |
| 1999 | ポプラド             | オルガ・シャルテンコ and ドミトリー・ナウムキン     | ニーナ・ウラノワ and ミハイル・スチフーニン             | Agata Blazowska and Marcin Kozubek                      |
| 2001 | ザコパネ             | エレーナ・グルシナ and ルスラン・ゴンチャロフ       | シルヴィア・ノヴァク and セバスチアン・コラシンスキー   | スヴェトラーナ・クリコワ and アルセニー・マルコフ       |
| 2003 | タルヴィージオ       | ヤナ・ホフロワ and セルゲイ・ノビツキー             | マリアナ・コズロワ and セルゲイ・バラノフ               | ナタリー・ペシャラ and ファビアン・ブルザ               |
| 2005 | インスブルック       | ヤナ・ホフロワ and セルゲイ・ノビツキー             | ユリア・ゴロヴィナ and オレグ・ボイコ                   | ナタリー・ペシャラ and ファビアン・ブルザ               |
| 2007 | トリノ               | アンナ・カッペリーニ and ルカ・ラノッテ             | アナスタシア・プラトノワ and アンドレイ・マキシミーシン | ペルネル・キャロン and マシュー・ヨスト                 |
| 2009 | ハルビン             | アレクサンドラ・ザレツキー and ロマン・ザレツキー   | エカテリーナ・ルブレワ and イワン・シェフェル           | アーラ・ベクナザロワ and ウラジミール・ズーエフ         |
| 2011 | エルズルム           | クリスチーナ・ゴルシュコワ and ヴィタリー・ブチコフ | アリサ・アガフォノヴァ and アルペル・ウチャル           | ナデジダ・フロレンコワ and ミハイル・カサロ             |
| 2013 | トレンティーノ       | ペルネル・キャロン and ロイド・ジョーンズ           | ユリア・ズロビナ and アレクセイ・シトニコフ             | ヴィクトリヤ・シニツィナ and ルスラン・ジガンシン       |
| 2015 | グラナダ             | シャルレーヌ・ギニャール and マルコ・ファッブリ     | サラ・ウルタド and アドリア・ディアス                   | フェデリカ・テスタ and ルカーシュ・チェーレイ           |
| 2017 | アルマトイ           | アレクサンドラ・ナザロワ and マキシム・ニキーチン   | ソフィヤ・エフドキモワ and エゴール・バジン             | シャリ・コッホ and クリスチャン・ニュヒタン             |
| 2019 | クラスノヤルスク     | ベティナ・ポポワ and セルゲイ・モズゴフ             | ソフィヤ・エフドキモワ and エゴール・バジン             | アデリナ・ガリャビエワ and ルイ・トーロン               |
| 2021 | ルツェルン           | COVID-19 パンデミックによりキャンセル               | COVID-19 パンデミックによりキャンセル                   | COVID-19 パンデミックによりキャンセル                   |
| 2023 | レークプラシッド     | マリー・デュパヤージュ and トマス・ナベ             | ロレイン・マクナマラ and アントン・スピリドノフ         | ナターシャ・ラグージュ and アルノー・カファ             |
| 2025 | トリノ               | Sofía Val / Asaf Kazimov                            | Lou Terreaux / Noé Perron                               | Giulia Isabella Paolino / Andrea Tuba                   |